# Sommer-Paralympics 2020/Tischtennis
Bei den Sommer-Paralympics 2020 in Tokio wurden in insgesamt 31 Wettbewerben im Tischtennis Medaillen vergeben. Die Entscheidungen fielen zwischen dem 25. August und 3. September im Tōkyō Taiikukan. Es finden bereits seit den Sommer-Paralympics 1960 in Rom Tischtennis-Wettbewerbe statt.

## Startklassen
Sportler werden je nach Grad der Beeinträchtigung in Startklassen eingeteilt, um im Wettbewerb Chancengleichheit sicherzustellen. Es wird beim Tischtennis in elf Klassen unterschieden. Die Klassen TT 1 bis TT 5 starten im Rollstuhl, die Klassen TT 6 bis TT 11 im Stehen. Niedrige Klassenziffern zeigen (bis auf TT 11) einen höheren Grad an Behinderung an als hohe Klassenziffern.

## Spielmodus
Im Einzel- und Mannschaftswettbewerb werden verschiedene Klassen bei den Frauen und Herren zusammengefasst. Es gibt elf Wettbewerbe im Einzel bei den Männern und 10 bei den Frauen. Im Mannschaftswettbewerb werden sechs Wettbewerbe bei den Männern und vier bei den Frauen ausgespielt, wobei hierbei Sportler mehrerer Startklassen in einer Mannschaft zusammengefasst werden.
Einzelwettbewerb
Die Einzelwettbewerbe starten zunächst mit einer Gruppenphase, in der jeder gegen jeden spielt. Anschließend kommen die Gewinner jeder Gruppe weiter und spielen im K.-o.-System gegeneinander. Es werden drei Gewinnsätze pro Begegnung gespielt.
Mannschaftswettbewerb
Im Mannschaftswettbewerb wird im K.-o.-System gespielt. Dabei starten die Mannschaften in Abhängigkeit von der Anzahl teilnehmender Nationen im Achtel- bzw. Viertelfinale.
Um eine Begegnung zu gewinnen, muss eine Mannschaft drei Spiele siegreich beenden. Eine Begegnung besteht aus mindestens zwei Einzeln und einem Doppel. Sollte nach diesen drei Spielen noch keine Entscheidung gefallen sein, werden ein oder zwei zusätzliche Einzel gespielt, bis eine Mannschaft drei Spiele gewonnen hat. Es werden drei Gewinnsätze pro Spiele gespielt.

## Ergebnisse

### Männer
| Wettbewerb         | Gold                                    | Silber                                        | Bronze                                                                                   |
| ------------------ | --------------------------------------- | --------------------------------------------- | ---------------------------------------------------------------------------------------- |
| Einzel TT 1        | Joo Young-dae (KOR)                     | Kim Hyeon-uk (KOR)                            | Nam Ki-won (KOR) Thomas Matthews (GBR)                                                   |
| Einzel TT 2        | Fabien Lamirault (FRA)                  | Rafał Czuper (POL)                            | Cha Soo-yong (KOR) Park Jin-cheol (KOR)                                                  |
| Einzel TT 3        | Feng Panfeng (CHN)                      | Thomas Schmidberger (GER)                     | Jenson Van Emburgh (USA) Zhai Xiang (CHN)                                                |
| Einzel TT 4        | Abdullah Öztürk (TUR)                   | Kim Young-gun (KOR)                           | Maxime Thomas (FRA) Nesim Turan (TUR)                                                    |
| Einzel TT 5        | Valentin Baus (GER)                     | Cao Ningning (CHN)                            | Ali Öztürk (TUR) Jack Hunter Spivey (GBR)                                                |
| Einzel TT 6        | Ian Seidenfeld (USA)                    | Peter Rosenmeier (DEN)                        | Paul Karabardak (GBR) Rungroj Thainiyom (THA)                                            |
| Einzel TT 7        | Yan Shuo (CHN)                          | Will Bayley (GBR)                             | Maksym Chudzicki (POL) Liao Keli (CHN)                                                   |
| Einzel TT 8        | Zhao Shuai (CHN)                        | Wiktor Diduch (UKR)                           | Maksym Nikolenko (UKR) Peng Weinan (CHN)                                                 |
| Einzel TT 9        | Laurens Devos (BEL)                     | Ma Lin (AUS)                                  | Iwan Maj (UKR) Juri Nosdrunow (RPC)                                                      |
| Einzel TT 10       | Patryk Chojnowski (POL)                 | Matéo Bohéas (FRA)                            | Filip Radović (MNE) David Jacobs (INA)                                                   |
| Einzel TT 11       | Péter Pálos (HUN)                       | Samuel Von Einem (AUS)                        | Lucas Créange (FRA) Florian Van Acker (BEL)                                              |
| Mannschaft TT 1-2  | FRA Fabien Lamirault Stéphane Molliens  | KOR Cha Soo-yong Park Jin-cheol Kim Hyeon-uk  | SVK Martin Ludrovský Ján Riapoš POL Rafał Czuper Tomasz Jakimczuk                        |
| Mannschaft TT 3    | CHN Feng Panfeng Zhai Xiang Zhao Ping   | GER Thomas Brüchle Thomas Schmidberger        | CZE Petr Svatoš Jiři Suchánek THA Anurak Laowong Yuttajak Glinbancheun Thirayu Chueawong |
| Mannschaft TT 4-5  | CHN Cao Ningning Guo Xingyuan Zhang Yan | KOR Kim Jung-gil Kim Young-gun Baek Young-bok | SVK Boris Trávníček Peter Mihalik FRA Florian Merrien Nicolas Savant-Aira Maxime Thomas  |
| Mannschaft TT 6-7  | CHN Yan Shuo Liao Keli Chen Chao        | GBR Will Bayley Paul Karabardak               | GER Thomas Rau Björn Schnake ESP Jordi Morales Álvaro Valera                             |
| Mannschaft TT 8    | CHN Zhao Shuai Peng Weinan Ye Chaoqun   | UKR Wiktor Diduch Maksym Nikolenko            | FRA Thomas Bouvais Clément Berthier GBR Aaron McKibbin Billy Shilton Ross Wilson         |
| Mannschaft TT 9-10 | CHN Lian Hao Zhao Yiqing                | AUS Ma Lin Joel Coughlan Nathan Pellissier    | UKR Lew Kaz Iwan Maj NGR Tajudeen Agunbiade Alabi Olufemi Victor Farinloye               |

### Frauen
| Wettbewerb         | Gold                                    | Silber                                  | Bronze                                                                                             |
| ------------------ | --------------------------------------- | --------------------------------------- | -------------------------------------------------------------------------------------------------- |
| Einzel TT 1-2      | Liu Jing (CHN)                          | Seo Su-yeon (KOR)                       | Cátia Oliveira (BRA) Nadeschda Puschpaschewa (RPC)                                                 |
| Einzel TT 3        | Xue Juan (CHN)                          | Alena Kánová (SVK)                      | Lee Mi-gyu (KOR) Yoon Ji-yu (KOR)                                                                  |
| Einzel TT 4        | Zhou Ying (CHN)                         | Bhavina Patel (IND)                     | Gu Xiaodan (CHN) Zhang Miao (CHN)                                                                  |
| Einzel TT 5        | Zhang Bian (CHN)                        | Pan Jiamin (CHN)                        | Jung Young-a (KOR) Khetam Abu Awad (JOR)                                                           |
| Einzel TT 6        | Maryna Lytowtschenko (UKR)              | Maljak Alijewa (RPC)                    | Raissa Tschebanika (RPC) Stephanie Grebe (GER)                                                     |
| Einzel TT 7        | Kelly van Zon (CHN)                     | Wiktorija Safonowa (RPC)                | Anne Barneoud (FRA) Kübra Korkut (TUR)                                                             |
| Einzel TT 8        | Mao Jingdian (CHN)                      | Huang Wenjuan (CHN)                     | Aida Dahlen (NOR) Thu Kamkasomphou (FRA)                                                           |
| Einzel TT 9        | Lei Lina (AUS)                          | Xiong Guiyan (CHN)                      | Karolina Pek (POL) Alexa Szvitacs (HUN)                                                            |
| Einzel TT 10       | Yang Qian (AUS)                         | Bruna Costa Alexandre (BRA)             | Natalia Partyka (POL) Tien Shiau-wen (TPE)                                                         |
| Einzel TT 11       | Jelena Prokofjewa (RPC)                 | Léa Ferney (FRA)                        | Wong Ting Ting (HKG) Maki Ito (JPN)                                                                |
| Mannschaft TT 1-3  | CHN Xue Juan Li Qian Liu Jing           | KOR Yoon Ji-yu Lee Mi-gyu Seo Su-yeon   | ITA Michela Brunelli Giada Rossi CRO Anđela Mužinić Helena Dretar Karić                            |
| Mannschaft TT 4-5  | CHN Zhang Bian Zhou Ying Zhang Miao     | SWE Anna-Carin Ahlquist Ingela Lundbäck | SRB Borislava Perić-Ranković Nada Matić GBR Megan Shackleton Sue Bailey                            |
| Mannschaft TT 6-8  | CHN Mao Jingdian Huang Wenjuan Wang Rui | NED Frederique van Hoof Kelly van Zon   | FRA Anne Barnéoud Thu Kamkasomphou RPC Wiktorija Safonowa Maljak Alijewa Raissa Tschebanika        |
| Mannschaft TT 9-10 | POL Natalia Partyka Karolina Pęk        | AUS Yang Qian Lei Lina Melissa Tapper   | BRA Bruna Costa Alexandre Danielle Rauen Jennyfer Marques Parinos China Zhao Xiaojing Xiong Guiyan |

## Teilnehmende Nationen
- Ägypten
- Argentinien
- Australien
- Belgien
- Bosnien und Herzegowina
- Brasilien
- Chile
- Chinesisch Taipeh
- Kolumbien
- Costa Rica
- Dänemark
- Deutschland
- Finnland
- Frankreich
- Griechenland
- Hongkong
- Indien
- Indonesien
- Irak
- Irland
- Israel
- Italien
- Japan
- Jordanien
- Kroatien
- Kuba
- Malaysia
- Mexiko
- Montenegro
- Niederlande
- Nigeria
- Norwegen
- Österreich
- Polen
- Rumänien
- Russisches Paralympisches Komitee
- Saudi-Arabien
- Schweden
- Serbien
- Slowakei
- Slowenien
- Spanien
- Südkorea
- Thailand
- Tschechien
- Tunesien
- Türkei
- Ukraine
- Ungarn
- Venezuela
- Vereinigte Staaten
- Vereinigtes Königreich
- Volksrepublik China

## Medaillenspiegel Tischtennis
| Medaillenspiegel Tischtennis | Medaillenspiegel Tischtennis | Medaillenspiegel Tischtennis | Medaillenspiegel Tischtennis | Medaillenspiegel Tischtennis | Medaillenspiegel Tischtennis |
| Platz                        | Land                         | Goldmedaille – Olympiasieger | Silbermedaille – 2. Platz    | Bronzemedaille – 3. Platz    | Gesamt                       |
| ---------------------------- | ---------------------------- | ---------------------------- | ---------------------------- | ---------------------------- | ---------------------------- |
| 1                            | China                        | 16                           | 4                            | 6                            | 26                           |
| 2                            | Australien                   | 2                            | 4                            | –                            | 6                            |
| 3                            | Frankreich                   | 2                            | 2                            | 7                            | 11                           |
| 4                            | Polen                        | 2                            | 1                            | 4                            | 7                            |
| 5                            | Südkorea                     | 1                            | 6                            | 6                            | 13                           |
| 6                            | RPC                          | 1                            | 2                            | 4                            | 7                            |
| 7                            | Ukraine                      | 1                            | 2                            | 3                            | 6                            |
| 8                            | Deutschland                  | 1                            | 2                            | 2                            | 5                            |
| 9                            | Niederlande                  | 1                            | 1                            | –                            | 2                            |
| 10                           | Türkei                       | 1                            | –                            | 3                            | 4                            |
| 11                           | Belgien                      | 1                            | –                            | 1                            | 2                            |
| 11                           | Ungarn                       | 1                            | –                            | 1                            | 2                            |
| 11                           | Vereinigte Staaten           | 1                            | –                            | 1                            | 2                            |
| 14                           | Großbritannien               | –                            | 2                            | 5                            | 7                            |
| 15                           | Brasilien                    | –                            | 1                            | 2                            | 3                            |
| 15                           | Slowakei                     | –                            | 1                            | 2                            | 3                            |
| 17                           | Dänemark                     | –                            | 1                            | –                            | 1                            |
| 17                           | Indien                       | –                            | 1                            | –                            | 1                            |
| 17                           | Schweden                     | –                            | 1                            | –                            | 1                            |
| 20                           | Thailand                     | –                            | –                            | 2                            | 2                            |
| 21                           | Chinese Taipei               | –                            | –                            | 1                            | 1                            |
| 21                           | Hongkong                     | –                            | –                            | 1                            | 1                            |
| 21                           | Indonesien                   | –                            | –                            | 1                            | 1                            |
| 21                           | Italien                      | –                            | –                            | 1                            | 1                            |
| 21                           | Japan                        | –                            | –                            | 1                            | 1                            |
| 21                           | Jordanien                    | –                            | –                            | 1                            | 1                            |
| 21                           | Kroatien                     | –                            | –                            | 1                            | 1                            |
| 21                           | Montenegro                   | –                            | –                            | 1                            | 1                            |
| 21                           | Nigeria                      | –                            | –                            | 1                            | 1                            |
| 21                           | Norwegen                     | –                            | –                            | 1                            | 1                            |
| 21                           | Serbien                      | –                            | –                            | 1                            | 1                            |
| 21                           | Spanien                      | –                            | –                            | 1                            | 1                            |
| 21                           | Tschechien                   | –                            | –                            | 1                            | 1                            |